# Sanchezia cyathibractea
Sanchezia cyathibractea är en akantusväxtart som beskrevs av Gottfried Wilhelm Johannes Mildbraed. Sanchezia cyathibractea ingår i släktet Sanchezia och familjen akantusväxter. Inga underarter finns listade i Catalogue of Life.